# Erica Ström
Fredrika “Erica” Ström, född 23 januari 1873 i Borås, död 28 november 1918 i Stockholm, var en svensk sjuksköterska, polis och kvinnopionjär.
Ström blev 1908 en av Sveriges tre första (övriga var Agda Halldin och Maria Andersson) polissystrar.

## Biografi
Erica Ström föddes i Borås som tredje barn till familjen Johan Fredrik Ström och dennes fru Aina (född Rudgren), efter faderns död flyttade hon och hennes mor till Stockholm. 1896 genomgick Ström utbildning till sjuksköterska på Sabbatsbergs sjukhus. Efter utbildningen började hon vid Röda korset och arbetade på flera sjukhus.
1907 hade Svenska Kvinnors Nationalförbund väckt frågan om kvinnliga poliser i en motion till Stockholms stadsfullmäktige. Den 17 mars 1908 tilläts kvinnliga poliser efter ett beslut fattat av Överståthållarämbetet i Stockholm och man anställde på prov tre sjuksköterskor med titeln "Polissyster" och verksamheten skulle utvärderas i januari 1909. Erica Ström, Agda Halldin och Maria Andersson placerades i var sitt polisdistrikt i Stockholm med arbetsuppgifter inriktade på medicinska och sociala insatser i polisärenden där kvinnor och barn var inblandade. Ström anställdes 16 mars och placerades i sjätte vaktdistriktet vid Jakobs polisstation.
I april 1910 tilldelades gruppen även ett uppdrag att bevaka ett offentlig föredrag kring preventivmedel framfört av Hinke Bergegren och Erica blev sedan kallad som vittne till Berggrens rättegång i juli samma år. Ström gjorde även flera tjänsteresor till utlandet för att samla erfarenheter av kvinnor i polisyrket. Senare började Ström på kriminalavdelningen.
Erica Ström avled 1918 i Stockholm i sviterna efter spanska sjukan. Hon är gravsatt på Sandsborgskyrkogården i Stockholm.